# Aleksandr-Men-Preis
Der Aleksandr-Men-Preis wurde von der Akademie der Diözese Rottenburg-Stuttgart und der Allrussischen Bibliothek für Ausländische Literatur in Moskau gestiftet und seit 1995 für die interkulturelle Vermittlung zwischen Russland und Westeuropa verliehen. Der mit 2.600 Euro dotierte Preis wird in Erinnerung an den russisch-orthodoxen Religionsphilosophen Aleksander Men (russisch Александр Владимирович Мень) vergeben, der 1990 unter ungeklärten Umständen ermordet wurde. Bis 2011 wurden mit dem Preis abwechselnd deutsche und russische Persönlichkeiten ausgezeichnet, 2013 ging er erstmals an eine Organisation.
Der Religionsphilosoph, Priester und Dissident Alexander Men zählt zu den führenden russisch-orthodoxen Theologen des 20. Jahrhunderts. Men wurde seit den 1960er Jahren vom KGB überwacht. Nach dem Ende der Sowjetunion gewann er große Popularität, wurde jedoch von russischen Nationalisten und Antisemiten wegen seiner jüdischen Herkunft und ökumenischen Auffassungen angefeindet.
Am 9. September 1990 wurde er in Moskau frühmorgens auf dem Weg zur Kirche von einem Attentäter mit einem Beil erschlagen. Die Regierung setzte eine Untersuchungskommission ein, deren Ergebnisse nie vorgelegt wurden. Der Vorsitzende der Kommission wurde getötet.

## Liste der Preisträger
- 1995 Kathinka Dittrich van Weringh
- 1996 Lew Kopelew
- 1997 Wolfgang Kasack
- 1998 Tschingis Aitmatow
- 1999 Gerd Ruge
- 2000 Michail Gorbatschow
- 2001 Otto Graf Lambsdorff
- 2002 Anatoli Pristawkin
- 2003 Alexander Steininger
- 2004 Daniil Granin
- 2005 Ernst-Jörg von Studnitz
- 2006 Solomon Apt
- 2007 Christina Weiss
- 2008 Ljudmila Ulizkaja
- 2009 Falk Bomsdorf
- 2010 Sofia Gubaidulina
- 2011 Wolfgang Eichwede
- 2013 Goethe-Institut Moskau[1]